# Crisia patagonica
Crisia patagonica is een mosdiertjessoort uit de familie van de Crisiidae. De wetenschappelijke naam van de soort werd in 1841 voor het eerst geldig gepubliceerd door Alcide d'Orbigny.